# Tshabalala (Naturschutzgebiet)
Tshabalala ist ein Naturschutzgebiet im Matobo-Nationalpark zehn Kilometer südlich von Bulawayo in Simbabwe.